# 大毛海岸
大毛海岸（おおげかいがん）は、徳島県鳴門市鳴門町土佐泊浦の大毛島にある瀬戸内海に面した海岸である。

## 地理
鳴門海峡や淡路島を臨み大鳴門橋が見渡せる弧を描いたビーチで、千鳥ヶ浜の南側に位置する。冬から春にかけては、鳴門の風物詩であるワカメ干しを観ることが出来る。
海岸一帯はアオアヲナルトリゾートのプライベートビーチとして利用されており、1989年（平成元年）より「鳴門海水浴場」として毎年夏季に鳴門市唯一の海水浴場が開かれている。尚、海水浴場はホテルの宿泊客以外も利用可能である。

## 交通
- 神戸淡路鳴門自動車道「鳴門北インターチェンジ」より車で約5分。
- JR鳴門線鳴門駅より車で約15分。